# Kirby Howell-Baptiste
Kirby Howell-Baptiste (* 7. Februar 1987 in London) ist eine britische Schauspielerin und Autorin.

## Leben
Kirby Howell-Baptiste zog in jungen Jahren nach Los Angeles, um am Lee Strasberg Theatre and Film Institute zu studieren. Sie ist ein aktives Mitglied der Upright Citizens Brigade, einer Sketch-Gruppe, die unter anderem von Amy Poehler gegründet wurde.
Bekannt wurde Howell-Baptiste vor allem durch ihre Auftritte als Simone Garnett in der US-amerikanischen Sitcom The Good Place sowie als Elena Felton in der BBC-Drama-Serie Killing Eve.
Howell-Baptiste war 2019 Teil des Reboots der Serie Veronica Mars.
In der Netflix-Verfilmung von Neil Gaimans Graphic Novel Sandman stellt sie Death dar, die ältere Schwester des Protagonisten Dream.

## Filmografie (Auswahl)
- 2015: House of Lies (Fernsehserie, Folge 4x04)
- 2016: Lady Time (Miniserie, 3 Folgen)
- 2016–2017: Powerpuff Girls (The Powerpuff Girls, Fernsehserie, 2 Folgen, Stimme)
- 2016–2018: Love (Fernsehserie, 8 Folgen)
- 2017: Bailey – Ein Freund fürs Leben (A Dog’s Purpose)
- 2017: Downward Dog (Fernsehserie, 8 Folgen)
- 2018: Killing Eve (Fernsehserie, 7 Folgen)
- 2018–2023: Barry (Fernsehserie, 16 Folgen)
- 2018–2020: The Good Place (Fernsehserie, 12 Folgen)
- 2019: Veronica Mars (Fernsehserie, 7 Folgen)
- 2019: Why Women Kill (Fernsehserie, 10 Folgen)
- 2021: Happily
- 2021: Cruella
- 2021: Hacks (Fernsehserie, Folge 1x09)
- 2021: Queenpins
- 2021: Silent Night – Und morgen sind wir tot (Silent Night)
- 2022–2025: Sandman (The Sandman, Fernsehserie, 8 Folgen)
- 2022: Mr. Harrigan’s Phone
- 2023: Culprits (Fernsehserie, 8 Folgen)
- 2024: We Strangers
- 2024: John Sugar (Sugar, Miniserie)
- 2024: Dead Boy Detectives (Fernsehserie, Folge 1x01)